# Ploceus sakalava

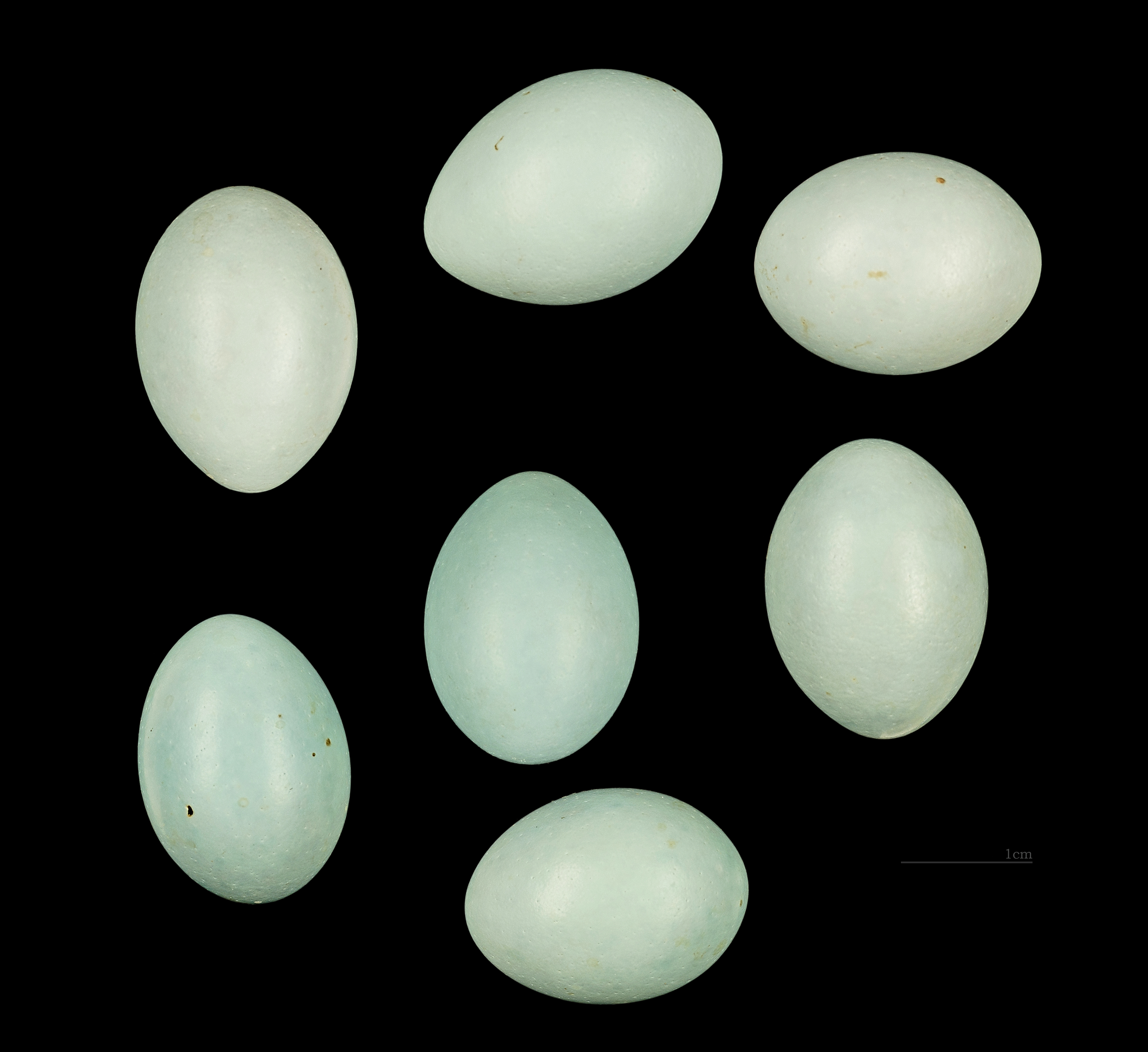
Ploceus sakalava

Il tessitore di Sakalava (Ploceus sakalava Hartlaub, 1861) è un uccello della famiglia Ploceidae, endemico del Madagascar.

## Distribuzione e habitat
Ha un areale relativamente ampio, che si estende lungo tutto il versante occidentale del Madagascar.